# Església de Sant Joan Baptista de Rasquera
Sant Joan és una església –catalogada a l'Inventari del Patrimoni Arquitectònic de Catalunya– a l'extrem de ponent del nucli urbà de la vila de Rasquera (Ribera d'Ebre), a la banda de migdia del nucli històric, a la plaça Sant Joan.

## Arquitectura
Església d'una sola nau amb absis carrat i capelles laterals. La nau està coberta per una volta de canó decorada amb llunetes i dividida en tres tramades per arcs torals sostinguts per pilastres. Aquestes són de planta quadrada, presenten una alçada considerable i estan rematades per un capitell de caràcter classicitzant, fris i cornisa motllurada. La zona presbiteral, on destaca el retaule de l'altar major, està coberta per l'última tramada de la volta de la nau i, precedint aquest espai, destaca una petita cúpula semiesfèrica que no és visible exteriorment. Les capelles laterals també estan cobertes per voltes de canó amb llunetes i es recolzen damunt les mateixes pilastres que la nau. La cornisa motllurada recorre la part superior d'aquest espais, que estan comunicats entre si mitjançant esveltes obertures de mig punt. Les voltes d'aquestes capelles es troben a la mateixa alçada que la de la nau. Cal destacar, a banda i banda de l'altar, dues capelles laterals més que estan comunicades tant amb la resta com amb la zona presbiteral. La il·luminació del temple es fa mitjançant petites finestres rectangulars situades a la part superior dels murs laterals. La façana principal presenta un portal d'accés d'arc de mig punt adovellat de pedra, emmarcat per dues pilastres amb basament i capitell que sostenen un entaulament motllurat. A les mètopes que sostenen l'entaulament hi ha gravat l'any 1772. Damunt del portal hi ha una fornícula de mig punt amb la imatge del sant i, per sobre seu, un petit rosetó adovellat. Un voladís de teula àrab amb ràfec de dents de serra tanca el parament per la part superior. El campanar de torre, de planta quadrada, presenta quatre obertures de mig punt situades al cos superior, bastit amb maons i amb un coronament esglaonat.
La construcció està arrebossada i pintada, exceptuant la part superior del campanar i les cantonades del parament.

## Història
Església bastida entre el 1763 i el 1772 que va substituir l'antic temple d'època templera del que a la Carta Pobla de 1206 es fa referència quan es parla del dret de religió i casa. Es va fer sota el patronatge dels templers i posteriorment passà a mans dels hospitalers. El comanador de Miravet s'encarregava de nomenar i mantenir al capellà. El 4 de febrer de 1760 els regidors acordaren el dret del dotze de tots els fruits per fer l'església nova, ja que la vella perillava. La primera pedra va ser posada el 6 de juny de 1763.
Les campanes foren requisades pel Govern de la República el 10 d'octubre de 1936 per destinar el bronze a armament bèl·lic. Es destruí part del campanar i fou reconstruït de nou, posant les campanes, una el 1942 i l'altra el 1961, aquesta última per aportació popular.